# Plato Island
Plato Island (in Argentinien Islote Plato, im Vereinigten Königreich Platter Island, jeweils sinngemäß übersetzt Servierplatteninsel) ist eine kleine Insel vor der Nordspitze der Antarktischen Halbinsel. Sie liegt 1,5 km östlich von Darwin Island in der Gruppe der Danger-Inseln südöstlich der Joinville-Insel.
Ihren deskriptiven Namen erhielt die Insel 1978 durch das Verteidigungsministerium Argentiniens. Das Advisory Committee on Antarctic Names übertrug diese Benennung 1993 in einer Teilübersetzung ins Englische. Das UK Antarctic Place-Names Committee entschied sich bei der Benennung dagegen bereits 1982 zu einer vollständigen Übersetzung.